# 921-й истребительный авиаполк ВВС Вьетнама
921 Истребительный авиационный полк (вьет. Trung đoàn không quân tiêm kích 921) или авиаполк «Красная звезда» (вьет. Đoàn không quân Sao Đỏ) — первое боевое подразделение Военно-воздушных сил Вьетнамской народной армии.

## История
В первые дни полк проходил подготовку на Юньнань-Гуйчжоуском нагорье в Китае. 3 февраля 1964 года в Мэнцзы (провинция Юньнань, Китай) прошла официальная церемония основания воздушного полка. Изначально в полку было 32 истребителя МиГ-17, 4 истребителя МиГ-15, 70 пилотов. С апреля 1965 года полк переоснащён на самолёты МиГ-21. Первыми командирами были: подполковник Дао Динь Люен— командир полка, майор Чан Мань — заместитель командира полка, майор До Лонг — замполит.
3 апреля пилоты Фам Нгок Лан, Хо Ван Куи, Фан Ван тук и Чан Минь Фыонг, управляя самолётами МиГ-17, в воздушном бою над Хамжонгом одержали первую победу 921 авиаполка над самолётами США. По вьетнамским данным, было сбито 2 самолёта F-8 ВМС США, однако американская сторона признала лишь повреждение одного самолёта. Всего в ходе войны авиаполк уничтожил 137 самолётов США (по данным США, в воздушных боях против всех подразделений ВВС Вьетнама было потеряно 83-90 самолётов).
24 марта 1967 года была сформирована 371-я дивизия ВВС («Тханглонг») с 3 полками, включая полк «Красная Звезда».
22 декабря 1969 года полку было присвоено звание Герой Народных Вооружённых сил Вьетнама.

## Дислокация
Ранее полк располагался в аэропорту Нойбай, но из-за роста пассажиропотока аэропорта в 2018 году передислоцирован на авиабазу Йенбай.

## Герои Народных Вооружённых сил Вьетнама
За время службы полка звания Героя Народных Вооружённых сил Вьетнама были удостоены 19 пилотов, среди которых:
- Фам Тхань Нган, сбил 8 американских самолетов
- Нгуен Хонг Ни, сбил 8 американских самолетов
- Нгуен Ван Кок, сбил 9 американских самолетов
- Нгуен Ван Бай, сбил 7 американских самолетов
- Данг Нгок Нгы, сбил 7 американских самолетов, сбит «Фантомом» и погиб
- Нгуен Данг Кинь, сбил 6 самолетов
- Нгуен Нят Тьеу, сбил 6 американских самолетов
- Ву Нгок Динь, сбил 6 американских самолетов
- Нгуен Нгок До, сбил 6 американских самолетов
- Май Ван Кыонг, сбил 8 американских самолетов
- Динь Тон
- До Ван Лань
- Фам Туан
- Фам Нгок Лан, первый пилот, сбивший американский самолет